# Manos al aire
«Manos al aire» es el primer sencillo del cuarto álbum de la cantautora luso-canadiense Nelly Furtado, llamado Mi plan, su primer álbum totalmente en español.
Esta canción es una mezcla de guitarras acústicas plagadas de energía con un potente dance beat. En sus cortos 3 minutos y 29 segundos, la canción atrapa con su suave introducción, pasando después a un coro up-tempo lleno de cuerdas. “Manos al aire” habla sobre rendirse al amor con un acercamiento más rítmico en vez de una balada tradicional.

## Fecha de lanzamiento
Se lanzó oficialmente en Hispanoamérica, los Estados Unidos y Canadá el lunes 29 de junio de 2009, mientras que en Francia y algunos países de Europa se lanzó el lunes 29 de junio de 2009 junto con las descargas. (enlace roto disponible en Internet Archive; véase el historial, la primera versión y la última).
"Manos Al Aire" tuvo mucho éxito, fue número 1 en más de 10 países siendo su primer sencillo en español, y el video ha dominado los rankings de los canales de los videos más pedidos.

## Vídeo
El vídeo fue grabado en Toronto el 27 de junio, algunas fotos fueron filtradas en la red. El día 17 de julio una conocida TV de Hispanoamérica lanzó un preview del vídeo, pero se lanzó en el mes de agosto. En el vídeo aparece Nelly Furtado conduciendo un vehículo militar por calles totalmente vacías y en el transcurso de su vídeo aparece tirando objetos, a veces de índole absurdo. En el primer coro se ve a Furtado y a su pareja asistiendo a una terapia de parejas donde terminan peleando y con Furtado yéndose de la sala. Más adelante y fuera del vehículo, Furtado camina por las calles mientras se desviste de su ropa militar. Finalmente la cantante aparece vestida de blanco en un sofá con una bandera de fondo, a la vez se ven imágenes de Furtado llegando a la casa de su pareja con cara de disculpa y termina con un abrazo de reconciliación.

## Versión Simlish
El 11 de noviembre, la cuenta de YouTube LosSims3EA publicó una versión en video de la canción interpretada en el idioma ficticio Simlish, con motivo de promocionar la primera expansión de Los Sims 3 titulada Trotamundos. En el mismo, se ve a Furtado con su propio personaje visitando los nuevos paisajes y espacios disponibles en el juego. La cantante se suma así a la lista de músicos que colaboraron con entregas anteriores de Los Sims, como La oreja de Van Gogh y Depeche Mode.

## Lista de canciones
Digital Download
1. «Manos al aire» — 3:28

German 2-track
1. «Manos al aire» — 3:28
2. «Manos al aire» (Robbie Rivera Radio Mix)

German 4-track
1. «Manos al aire» — 3:28
2. «Manos al aire» (Robbie Rivera Radio Mix)
3. «Manos al aire» (Robbie Rivera Juicy Mix)
4. «Manos al aire» (Robbie Rivera Instrumental)
5. «Manos al aire» (Remix con Franco "El Gorila") (Álbum: WY Records: Lo mejor de la compañía)